# Любецько
Любецько (пол. Lubecko, нім. Lubetzko) — село в Польщі, у гміні Кохановиці Люблінецького повіту Сілезького воєводства.
Населення — 813 осіб (2011).

## Демографія
Демографічна структура станом на 31 березня 2011 року:
|          | Загалом | Допрацездатний вік | Працездатний вік | Постпрацездатний вік |
| -------- | ------- | ------------------ | ---------------- | -------------------- |
| Чоловіки | 390     | 84                 | 256              | 50                   |
| Жінки    | 423     | 90                 | 237              | 96                   |
| Разом    | 813     | 174                | 493              | 146                  |